# Kribergita
La kribergita és un mineral de la classe dels fosfats. El seu nom deriva de la contracció del nom de la mina KRIstineBERG, a Suècia, la seva localitat tipus.

## Característiques
La kribergita és un fosfat de fórmula química Al₅(PO₄)₃(SO₄)(OH)₄·4H₂O. Cristal·litza en el sistema triclínic. És un mineral relacionat amb la sanjuanita.
Segons la classificació de Nickel-Strunz, la kribergita pertany a «08.DC: Fosfats, etc, només amb cations de mida mitjana, (OH, etc.):RO₄ = 1:1 i < 2:1» juntament amb els següents minerals: nissonita, eucroïta, legrandita, strashimirita, arthurita, earlshannonita, ojuelaïta, whitmoreïta, cobaltarthurita, bendadaïta, kunatita, kleemanita, bermanita, coralloïta, kovdorskita, ferristrunzita, ferrostrunzita, metavauxita, metavivianita, strunzita, beraunita, gordonita, laueïta, mangangordonita, paravauxita, pseudolaueïta, sigloïta, stewartita, ushkovita, ferrolaueïta, kastningita, maghrebita, nordgauïta, tinticita, vauxita, vantasselita, cacoxenita, gormanita, souzalita, kingita, wavel·lita, allanpringita, mapimita, ogdensburgita, nevadaïta i cloncurryita.

## Formació i jaciments
Va ser descoberta a la mina Kristineberg, situada a la localitat de Malå, al comtat de Västerbotten, Suècia. Es tracta de l'únic indret de tot el planeta on ha estat descrita aquesta espècie mineral.